# Crossoptilon mantchuricum

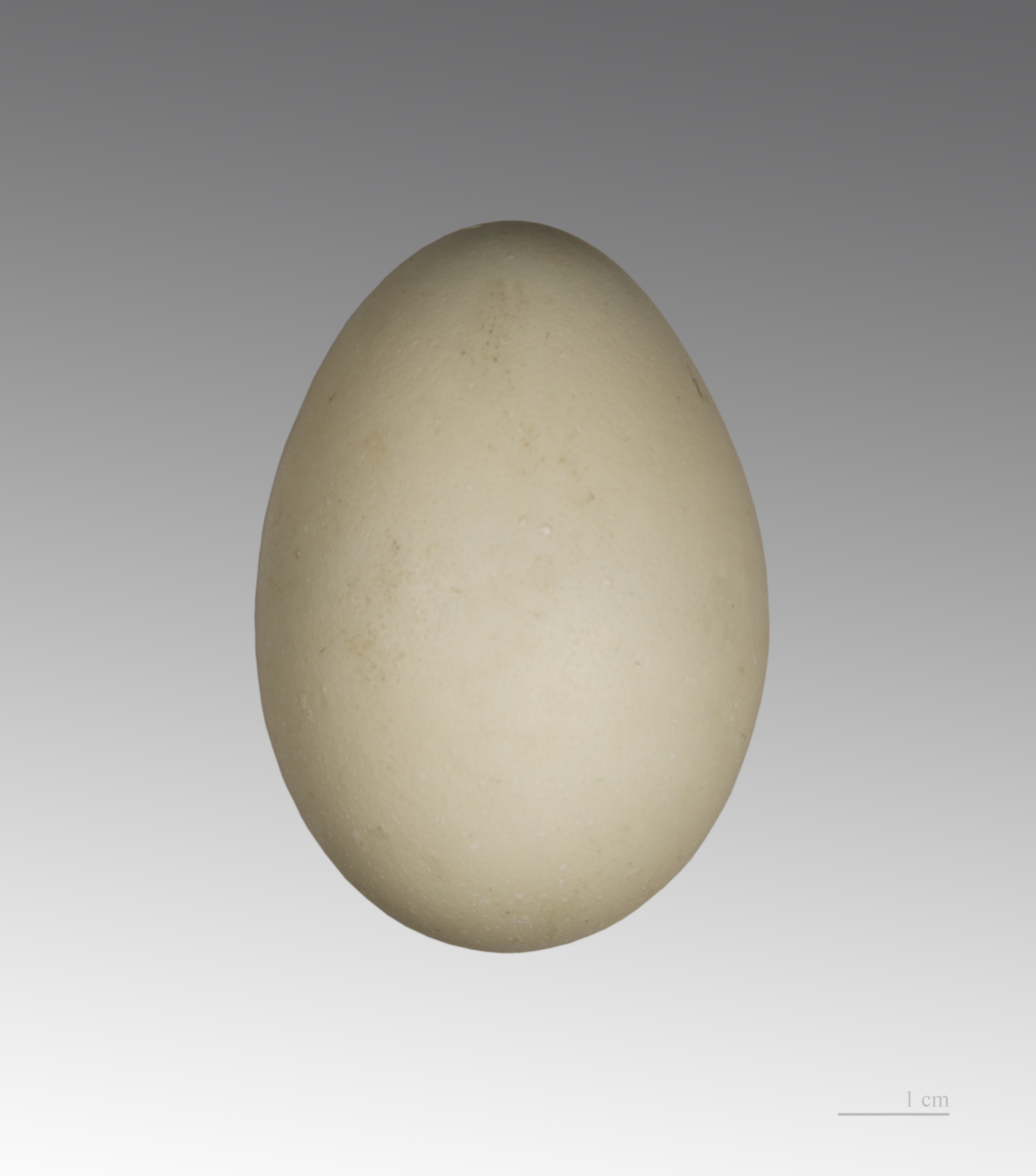
Huevo de Crossoptilon mantchuricum

El faisán orejudo pardo o faisán hoki (Crossoptilon mantchuricum) es una especie de ave galliforme de la familia Phasianidae endémica de los bosques montanos del noreste de China (Liaoning y Shanxi). No se conocen subespecies.